# Jerzy Sten
Jerzy Sten (zm. 1941 w Krzemieńcu) – polski operator filmowy żydowskiego pochodzenia, brat operatora Seweryna Steinwurzela. Do kinematografii trafił około 1934 roku i zaczął robić fotosy. Prawie od początku swej pracy był związany z wytwórnią Leo-Film. 

## Kariera
| Zdjęcia - 1939: Przez łzy do szczęścia - 1938: Zapomniana melodia - 1938: Królowa przedmieścia - 1936: Papa się żeni - 1935: Salve Regina | Montaż - 1939: Bezdomni - 1938: Zapomniana melodia - 1938: Moi rodzice rozwodzą się - 1938: Mateczka | Fotosy - 1934: Córka generała Pankratowa |